# Patrick M. Hughes

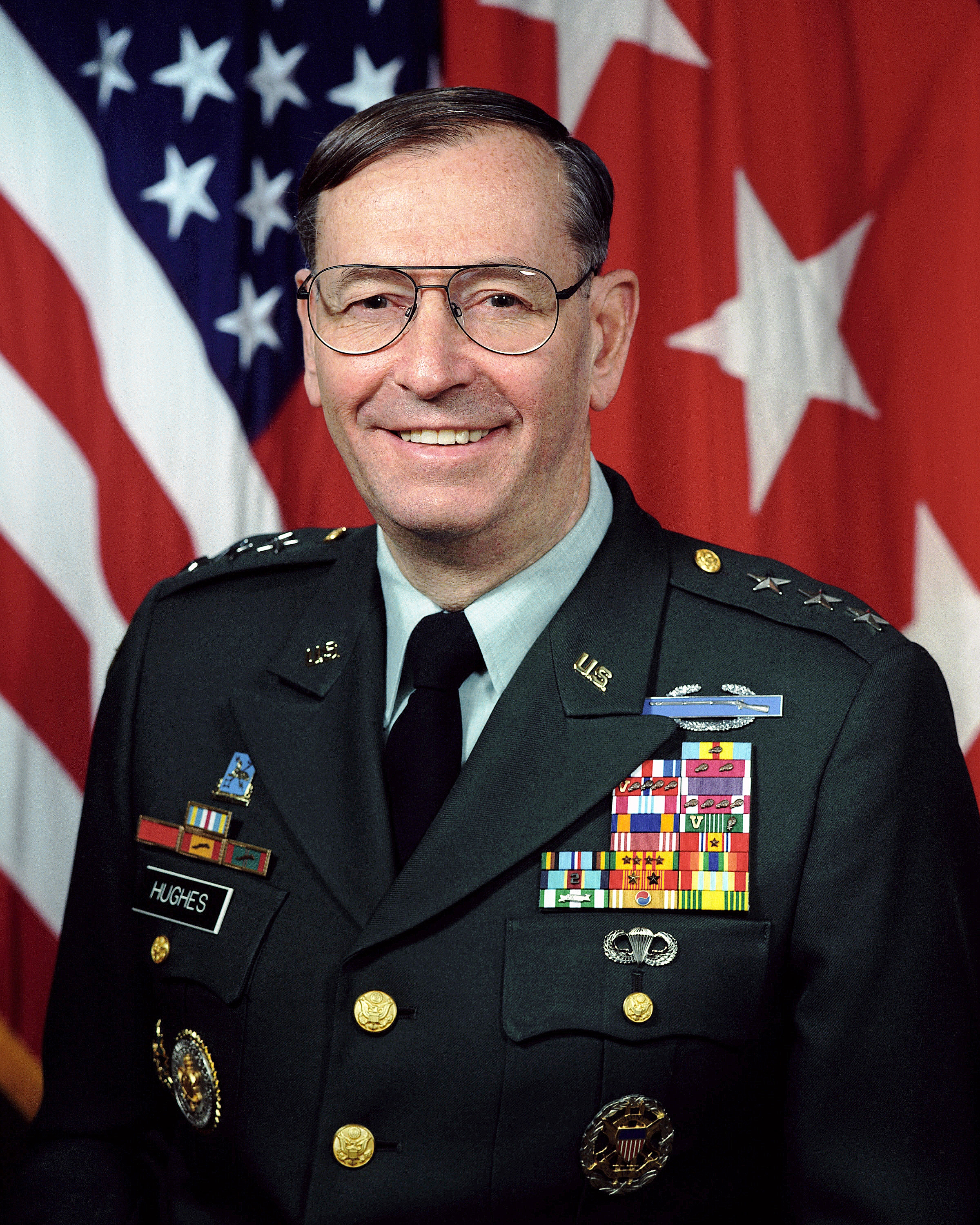
Generalleutnant Patrick M. Hughes

Patrick M. Hughes (* 19. September 1942 in Great Falls, Montana) ist ein ehemaliger Generalleutnant der US Army. Zuletzt war er Direktor der Defense Intelligence Agency (DIA).

## Leben
Hughes leistete nach dem Abschluss der Highschool in Manhattan (Montana) 1960 zwischen 1962 und 1965 seinen Militärdienst in der US Army. Im Anschluss studierte er an der Montana State University und schloss dieses Studium 1968 mit einem Bachelor of Science (B.S.Commerce) ab.
Bereits 1967 trat er wieder in die US Army ein und stieg im Laufe seiner mehr als 30-jährigen Karriere bis zum Generalleutnant auf. Während seiner Dienstzeit absolvierte er ein postgraduales Studium der Betriebswirtschaftslehre an der Central Michigan University und beendete dieses 1978 mit einem Master of Arts (M.A.Business Management). Während seiner militärischen Laufbahn war er insbesondere in nachrichtendienstlichen Einheiten tätig und unter anderem Kommandeur des 109th Military Intelligence Bataillon in Fort Lewis sowie der zur 8. US-Armee gehörenden 501st Military Intelligence Brigade in Garnison Yongsan bei Seoul.
1990 wurde er Kommandierender General der US Army Intelligence (USAI) und war als solcher zugleich bis 1992 Assistent des Stellvertretenden Stabschefs für Nachrichtendienste der US Army (Assistant Deputy Chief of Staff for Intelligence US Army). Im Anschluss war er Direktor für Nachrichtendienste im US Central Command, ehe er zwischen 1994 und 1996 Direktor für Nachrichtendienste wurde und für den DIA im Büro des Vorsitzenden der Joint Chiefs of Staff saß.
Zuletzt war er zwischen 1996 und 1999 Direktor der Defense Intelligence Agency (DIA), die als Dachorganisation der Nachrichtendienste der vier Teilstreitkräfte dient. Nach Beendigung dieser Tätigkeit wurde General Hughes 1999 in den Ruhestand verabschiedet.
2003 wurde er Assistent des Ministers für Informationsanalyse und Nachrichtendienste (Assistant Secretary for Information Analysis (Intelligence)) im Ministerium für Innere Sicherheit der Vereinigten Staaten und übte dieses Amt bis März 2005 aus.

## Auszeichnungen
Auswahl der Dekorationen, sortiert in Anlehnung der Order of Precedence of Military Awards:
- Defense Distinguished Service Medal (3 ×)
- Silver Star
- Legion of Merit (3 ×)
- Bronze Star (5 ×)
- Purple Heart
- Defense Meritorious Service Medal
- Meritorious Service Medal
- Air Medal
- Army Commendation Medal (2 ×)